# Hamza Akbar
Hamza Akbar (Urdu: حمزہ اکبر DMG Ḥamza Akbar; * 12. November 1993 in Faisalabad) ist ein pakistanischer Snookerspieler. Er war der erste Profispieler aus Pakistan und gehörte ab 2015 vier Jahre der Profitour an. 

## Karriere

### Anfänge und Asienmeisterschaft
Schon als Schüler begeisterte sich Hamza Akbar für Snooker und spielte erste Turniere. Meist musste er jedoch heimlich spielen, bis ein Clubbesitzer Akbars Eltern überzeugen konnte, ihrem Sohn Training zukommen zu lassen. Ab 2008 bekam er Trainingsstunden und wurde von Shahid Aftab, einem anderen pakistanischen Spitzenspieler aus Faisalabad, unterstützt. Schon ein Jahr später qualifizierte er sich für die Juniorenweltmeisterschaften. In den kommenden Jahren blieben die Erfolge aber aus und er stand vor der Entscheidung zwischen Beruf und Sport.
2013 spielte Akbar in der nationalen Meisterschaft und gewann im Finale mit 8:7 gegen Imran Shehzad. Mit 19 Jahren wurde er damit als bis dahin jüngster Spieler Landesmeister von Pakistan. Nach einer Niederlage 2014 konnte er 2015 zum zweiten Mal gewinnen. Beide Male qualifizierte er sich damit auch für die Asienmeisterschaft. Während er beim ersten Mal nach der Gruppenphase gegen einen Landsmann ausschied, erreichte er 2015 das Finale. Dort besiegte er den ehemaligen indischen Snookerprofi Pankaj Advani mit 7:6, nachdem er im Entscheidungsframe schon 30 Punkte zurückgelegen hatte. Der Titel verschaffte ihm auch die Teilnahmeberechtigung an den Profiturnieren der Snooker Main Tour für die folgenden beiden Spielzeiten. Hamza Akbar war damit der erste offizielle Snookerprofi aus Pakistan.

### Profijahre
Zu Beginn der Saison 2015/16 trat Akbar zusammen mit dem Amateur-Vizeweltmeister Muhammad Sajjad beim Mannschafts-World-Cup an und verpasste um einen Frame das Viertelfinale. Danach verhinderte die langsame Visumsbearbeitung in seiner Heimat die Einreise in Europa, so dass er die ersten beiden Einzelturniere und die erste Hälfte der Players Tour Championship verpasste. Bei der International Championship in China trat er im Oktober 2015 erstmals an. Er erzielte achtbare Ergebnisse und spielte unter anderem bei seinem ersten Match vor Kameras bei der UK Championship gegen Mark Williams 4:6 und verlor bei den Welsh Open gegen Michael Holt erst im Decider. Trotzdem gelang ihm erst bei der abschließenden Weltmeisterschaft der erste Sieg: Gegen Jamie Jones gewann er mit 10:5. In seinem zweiten Profijahr schaffte er gegen Chris Wakelin zwar die Qualifikation für die Indian Open 2016, zum Hauptturnier im Nachbarland trat er aber nicht an. Sein größter Saisonerfolg war aber ein 5:4 über Zak Surety, das ihn in die zweite Runde des Shanghai Masters brachte. Sein Zweitrundenmatch gegen Mark King verlor er erst mit Schwarz im Decider. Ein Ein-Frame-Sieg über Stuart Bingham beim Sonderformat Shoot-Out war sonst noch das einzig Bemerkenswerte. Bei allen anderen Turnieren verlor er meist deutlich oder trat gar nicht erst an. Bei der WM verlor er 2:10 gegen Holt und besiegelte damit den Verlust seines Profistatus.
Doch Akbar profitierte davon, dass in der folgenden Saison Plätze auf der Tour frei blieben. Auch mit Bezug auf seine Visaprobleme zuvor vergab der Weltverband eine Wildcard an ihn, die ihm zwei weitere Profijahre ermöglichte. Trotzdem trat er auch 2017/18 erneut bei einer Reihe von Turnieren nicht an. Die Saison verlief weitgehend erfolglos, einer Reihe von deutlichen Niederlagen standen 3 Partien entgegen, die erst im Decider verloren wurden. Bei keinem der normalen Turniere spielte er einen Sieg heraus, lediglich beim Shoot-Out war er wieder erfolgreich und mit Siegen über Jamie Cope und Robert Milkins erreichte er erstmals die Runde der Letzten 32. Im Jahr darauf gelang ihm dies auch bei einem regulären Turnier: Bei den Northern Ireland Open 2018 gelangte er mit Siegen über Ashley Hugill und Alexander Ursenbacher in Runde 3. Dasselbe wiederholte er bei den Gibraltar Open mit Michael White und Billy Castle als Gegner der ersten beiden Runden. Bei den Indian Open schaffte er zwar ein weiteres Mal die Qualifikation, trat aber wieder nicht im Hauptturnier an. Zusammen mit einem weiteren Auftaktsieg beim Shoot-Out 2019 war es zwar seine mit Abstand erfolgreichste Saison, trotzdem stand er nur zeitweise unter den Top 100 der Weltrangliste und verlor als Nummer 107 am Saisonende erneut seinen Profistatus.

### Nach der Profikarriere
Der Pakistaner nahm zur sofortigen Wiederqualifikation an der Q School teil und startete vielversprechend: Im ersten Turnier verpasste er den Einzug ins Entscheidungsspiel erst im Decider. Doch die anderen beiden Turniere endeten früh. Weitere Ambitionen wurden von der COVID-19-Pandemie gestoppt und erst 2022 nahm er ein weiteres Mal an der Q School teil. Im ersten Asien/Ozeanien-Turnier erreichte er erneut die Vorschlussrunde und verlor gegen Dechawat Poomjaeng, im zweiten Turnier verlor er das Auftaktspiel. Zweien seiner Landsleute gelang dagegen die Qualifikation, womit Akbar nicht mehr der einzige in Pakistan geborene Snookerprofi war. 